# Místní knihovna Radotín
Místní knihovna Radotín je veřejná knihovna zřízená Městskou částí Praha 16 jako její organizační složka.

## Historie
První zprávy o knihovně v Radotíně jsou z roku 1874 - jednalo se žákovskou a učitelskou knihovnu, která se rozšiřovala a doplňovala z výnosů školních akademií úsilím učitelů a drobnými dary místních občanů. Radotín měl v té době 47 domů a 499 obyvatel. Z kronik a historických dokumentů máme o knihovně několik zajímavých záznamů:
 Učitelské knihovně věnoval knihu „Lev III.“ pan František Haman, vrátný hraběte Chotka ve Vídni. V roce 1899 vychází společná práce učitelstva „Smíchovsko a Zbraslavsko“, která v knihovně učitelů nemůže chybět. Z darů obyvatel obce byly zakoupeny učebnice pro děti z nejchudších rodin.

### Založení knihovny
Sokolská knihovna byla založena v roce 1893 z iniciativy učitele a sokola Václava Šváchy. V domě U Koruny byla ještě pronajata čítárna časopisů, kterých se odebíralo kolem patnácti titulů. V roce 1908 měla tato knihovna 78 odborných tělocvičných a 530 poučných a zábavních knih.
Obecní veřejná knihovna byla zřízena na základě 1. knihovního zákona ze dne 22. července 1919, otevřena byla první zářijovou neděli 1921 v malé, zcela nedůstojné místnosti domu čp. 2, který už tehdy čekal na svou demolici. Nicméně knihovna fungovala a v roce 1922 v ní bylo týdně půjčeno okolo 200 až 300 svazků. Dle statistické zprávy z r. 1922 měla obecní veřejná knihovna ve svém vlastnictví celkem 442 svazků beletrie a četby naučné a 26 svazků časopisů. Všech čtenářů ve výše uvedeném roce bylo 150.
V roce 1936 měla knihovna již 2800 svazků, z toho 147 knih poučných a 49 časopisů. Zapsaných čtenářů bylo 256 a vypůjčili si celkem 9209 svazků. Knihy se půjčovaly v neděli dopoledne.

### Místa působení
Knihovna se stěhovala, jako snad žádná jiná radotínská instituce. V letech 1939–1940 byla přemístěna do jedné ze sokolských šaten, od roku 1940 do roku 1944 do domu pana Šamonila na Betonce, pak byla přestěhována do budovy U Broulímů (Smalt).

### Po roce 1945
Roku 1945 bylo zakoupeno 125 nových knih a 100 knih starších. Svaz osvobozených vězňů daroval 22 svazků s obsahem o útisku v době okupace a z řad čtenářstva bylo věnováno asi 20 svazků. Čtenářů měla knihovna v té době 260 a svazků celkem 5000.
V r. 1948 byly pořízeny nové seznamy knih, knihy byly zabaleny. Zároveň bylo vyřazeno mnoho knih považovaných vládnoucím režimem za závadné a škodlivé. Po válce přišlo další stěhování - do budovy čp. 5, tam zůstala až do r. 1990.
Od roku 1970 do r. 1974 působila knihovna jako středisková, starala se o šest vesnických knihoven. Od 1. 7. 1974 připadla pod Městskou knihovnu Praha a od 1. 1. 1983 se vrátila pod správu MNV Radotín.

### Po roce 1990
Roku 1990 muselo být dětské oddělení z havarijních důvodů uzavřeno a přemístěno do Loučanské ulice do budovy bývalé školní jídelny a oddělení pro dospělé do bývalé prodejny oděvů vedle staré pošty. Tyto prostory byly v rámci restituce uvolněny původnímu majiteli a tak také oddělení pro dospělé bylo přestěhováno do Loučanské. V té době měla knihovna přes tisíc čtenářů, kteří si vypůjčili cca 42 tisíc knih.

### Rekonstrukce knihovny 2006
Prostory se časem ukázaly pro dobře fungující a rozšiřující se knihovnu jako nedostatečné a proto bylo roku 2004 rozhodnuto o zásadní přestavbě knihovny, která začala v říjnu 2005. Knihovní fond byl přemístěn do náhradních prostor, půjčovna pro dospělé vznikla v Kulturním středisku „U Koruny“ a oddělení pro děti v ZŠ Radotín. Půjčovalo se do konce roku 2005 a od 1. 1. 2006 byla knihovna zcela uzavřena. Knihovní fond byl zpracováván v budově Živnostenského úřadu do elektronické podoby, aby mohl sloužit v nových prostorách již automatizované knihovny.
Slavnostního otevření dne 2. 10. 2006 se mimo jiné zúčastnila starostka Prahy 16 Hana Žižková a senátor Tomáš Grulich.

## Současnost
Provoz knihovny je plně automatizovaný, je používán knihovní systém Tritius.

Budova je bezbariérová a v celé budově lze zdarma využít wi-fi připojení.

Čtenáři mají v knihovně k dispozici 3 on-line katalogy a 6 počítačů pro internet. 

Knihovna má vlastní webové stránky, na kterých je i on-line katalog, a tak si mohou čtenáři i z domova zkontrolovat, kolik vypůjčených knih mají, kdy je mají vrátit, případně prodloužit výpůjčky nebo tituly rezervovat.

Knihovna půjčuje knihy, e-knihy, časopisy, společenské hry, audioknihy a čtečky e-knih. Hostuje výstavy - hlavně umělců spojených s regionem, pořádá besedy a nabízí kurzy základní počítačové gramotnosti. Nejmenší čtenáři i s rodiči se setkávají každou 1. středu v měsíci v rámci projektu "První dobrodružství s knížkou aneb Narodil se čtenář".
Knihovna spolupracuje se ZŠ, Gymnáziem Oty Pavla, mateřskými školami, dětským zařízením Petrklíč a s Domem s pečovatelskou službou, které působí v Radotíně.
Knihovní fond čítá 50 tisíc svazků a navštěvuje ji téměř 1700 čtenářů.

## Poskytované služby
- Půjčování knih, e-knih, časopisů, audioknih, čteček elektronických knih a společenských her
- Veřejný internet
- Wi-fi připojení
- Pořádání kulturních a vzdělávacích akcí pro veřejnost
- Pořádání exkurzí pro mateřské školy a základní školu
- Meziknihovní výpůjční služba
- Kopírování a tisk z PC
- Prodej vyřazených knih
- On-line katalog s možností prodloužení a rezervace výpůjčky, předregistrace

## Galerie

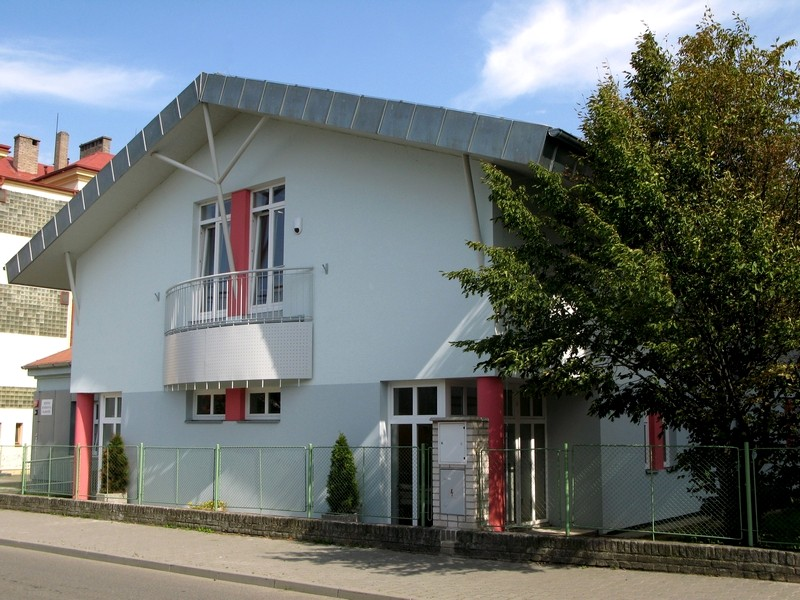
Místní knihovna Radotín
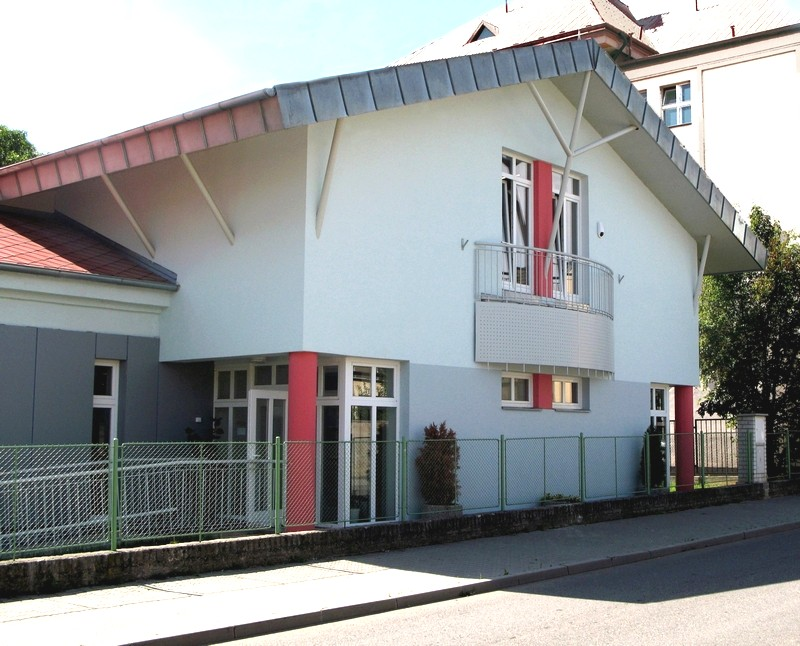
Místní knihovna Radotín, vchod
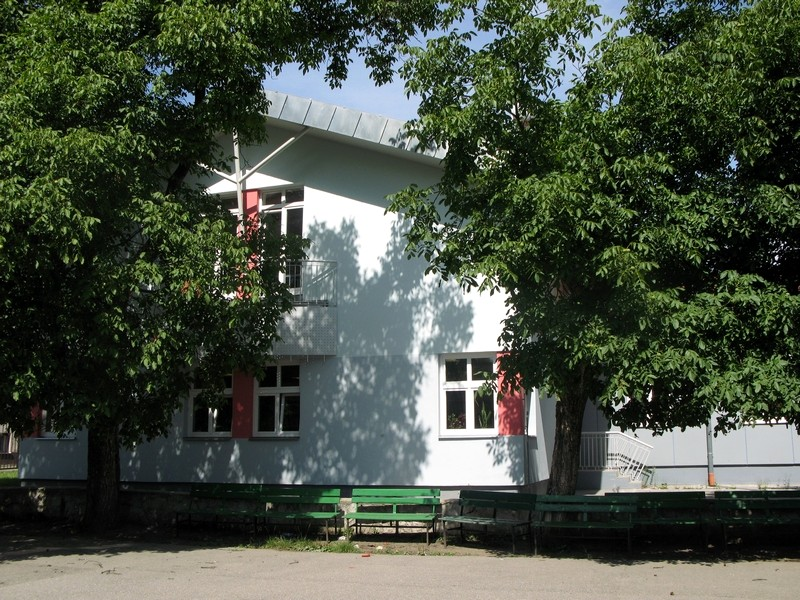
Místní knihovna Radotín, ze dvora
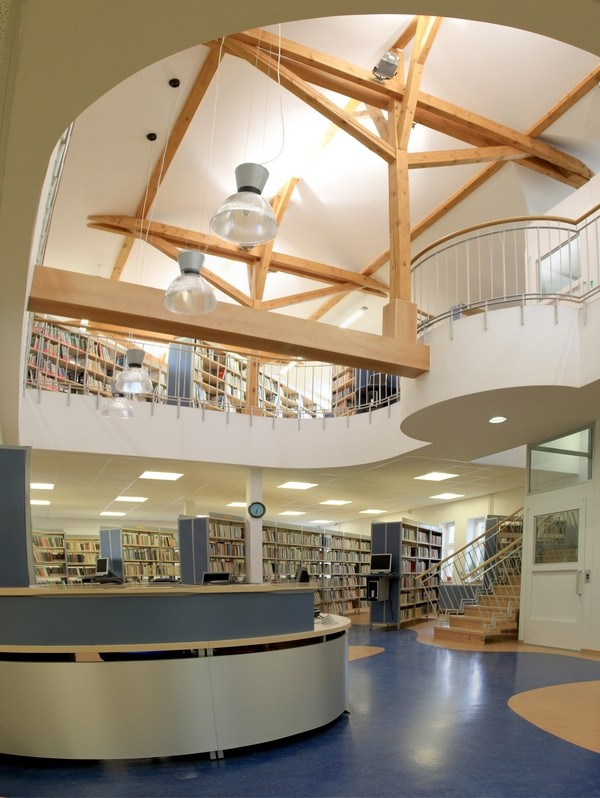
Místní knihovna Radotín, pohled do patra
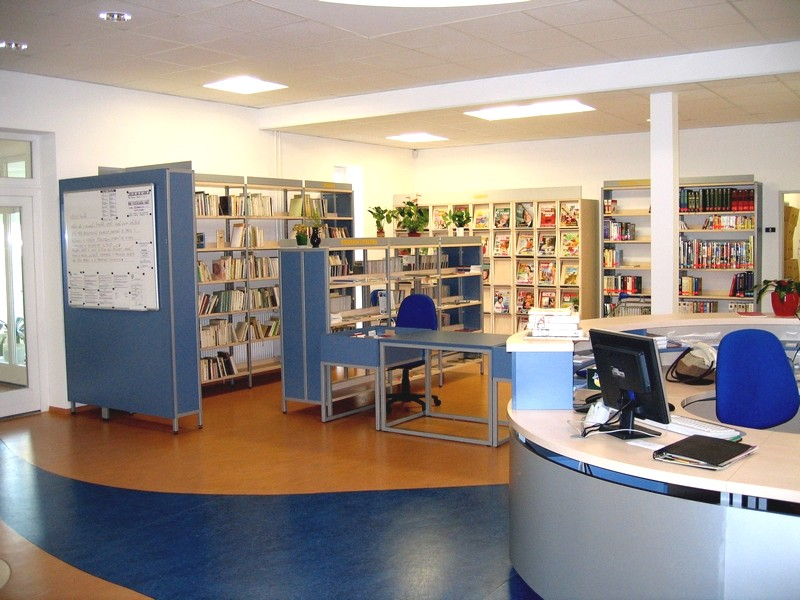
Místní knihovna Radotín, u výpůjčního pultu
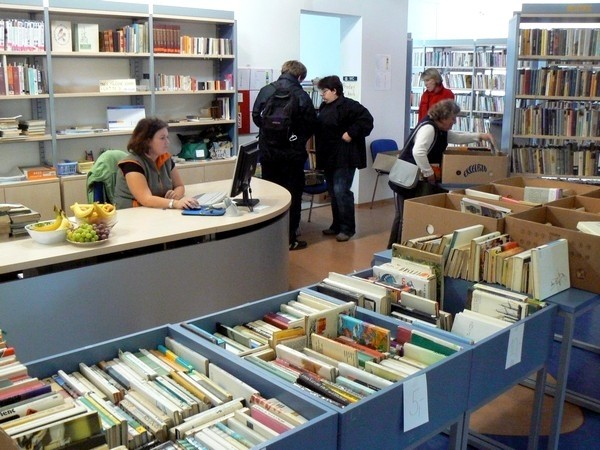
Místní knihovna Radotín, posvícenský bazar knih
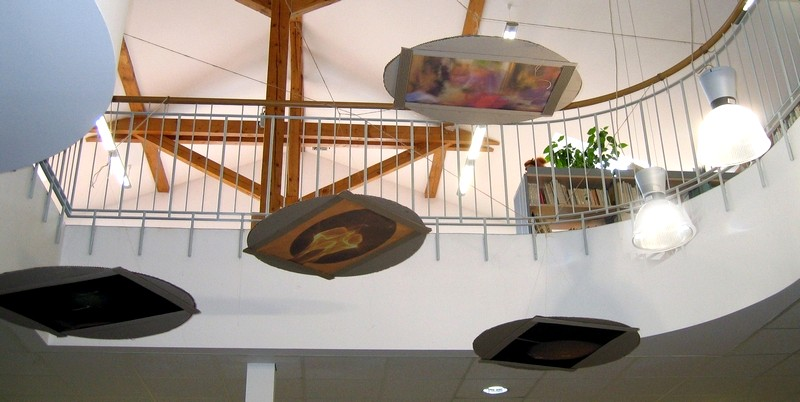
Místní knihovna Radotín, výstava Marcely Haspeklové
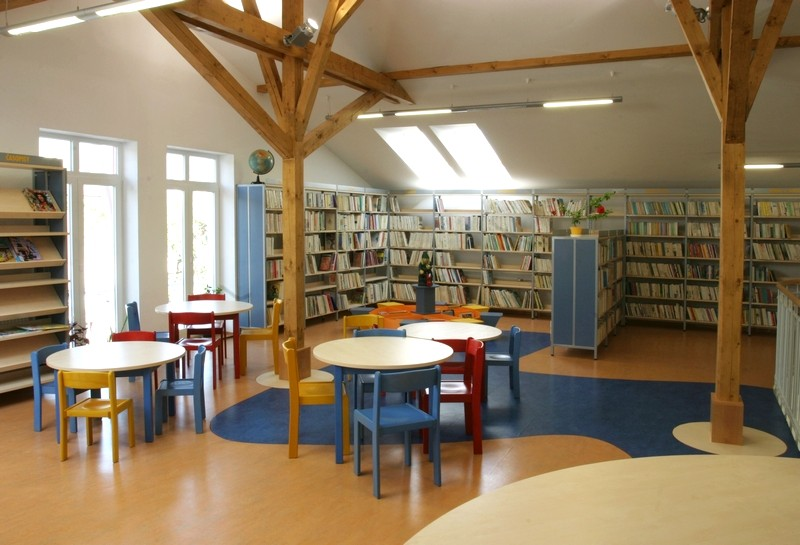
Místní knihovna Radotín, dětské oddělení
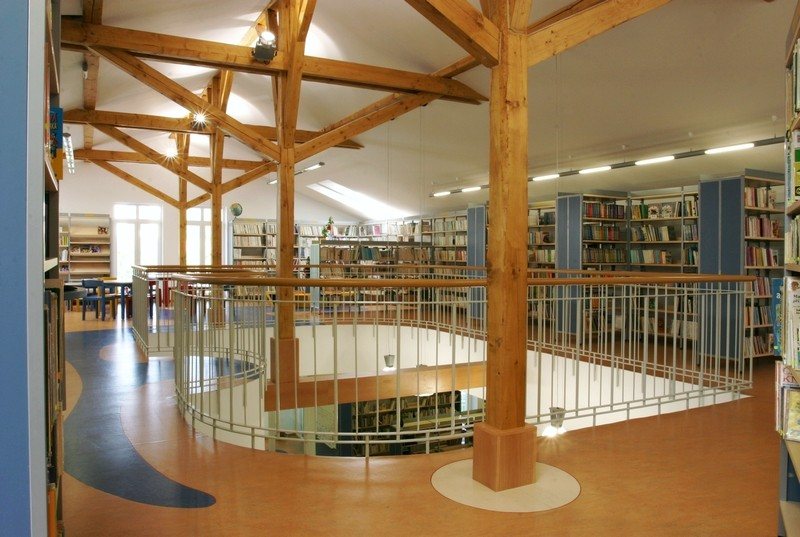
Místní knihovna Radotín, trámoví v patře
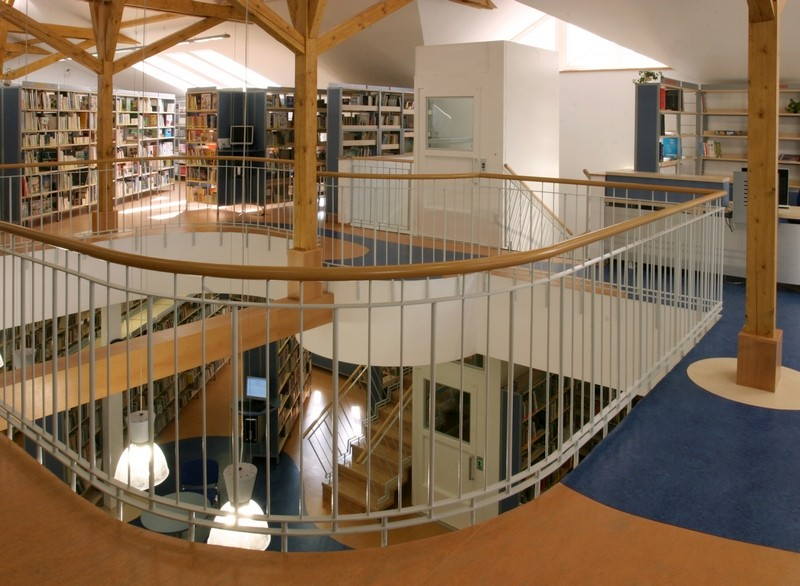
Místní knihovna Radotín, průhled do přízemí
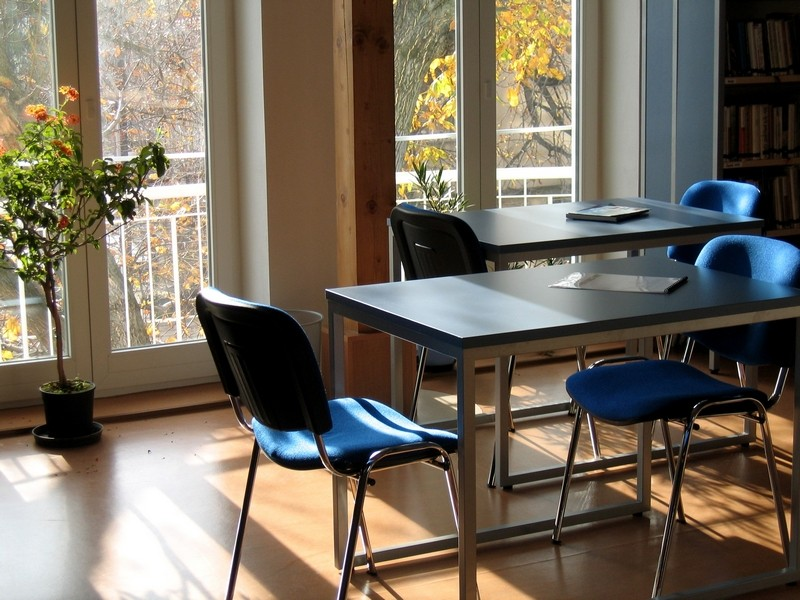
Místní knihovna Radotín, zákoutí v patře
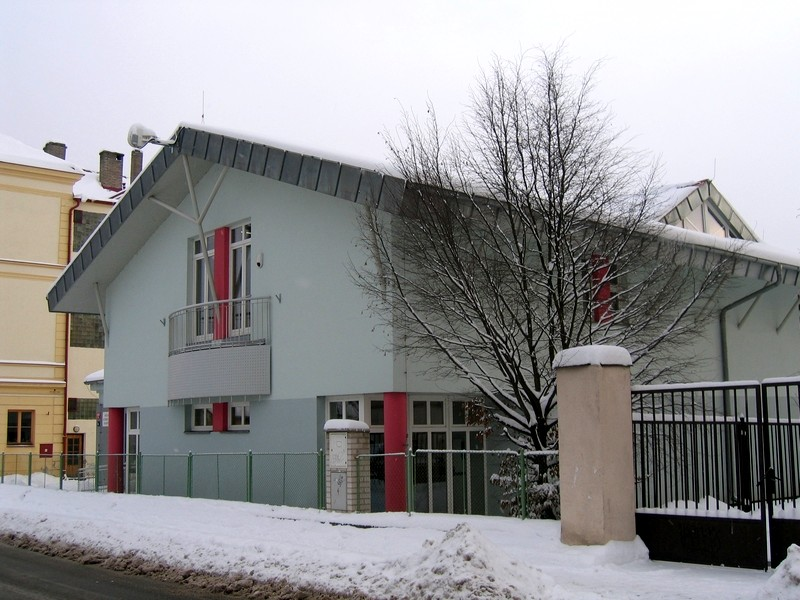
Místní knihovna Radotín v zimě
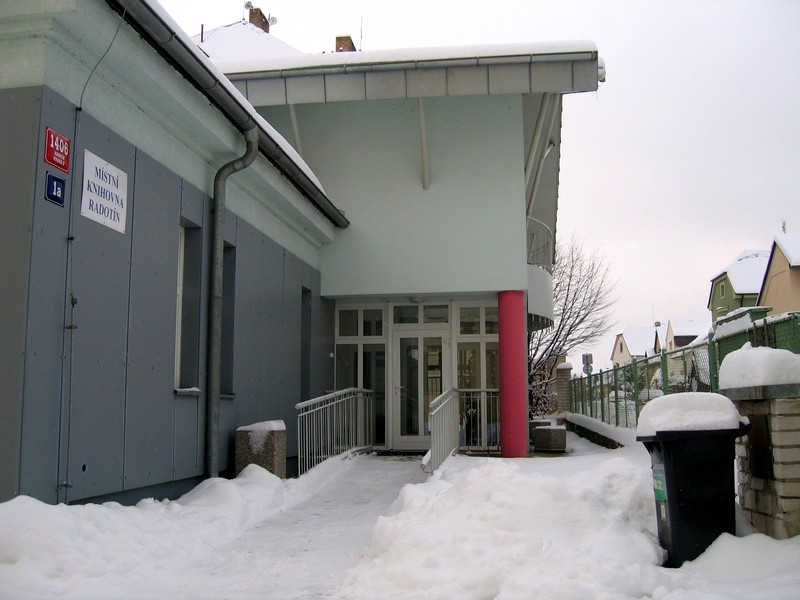
Místní knihovna Radotín, vchod v zimě
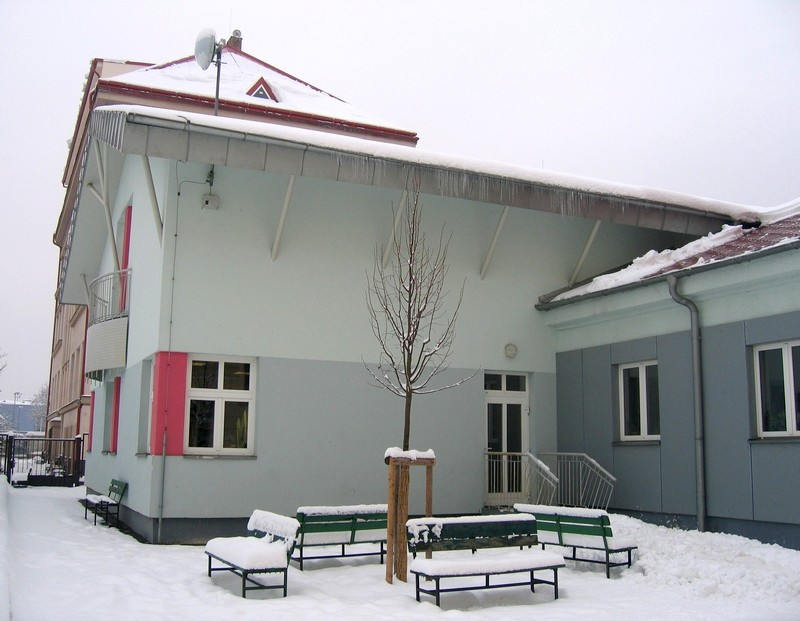
Místní knihovna Radotín, dvůr v zimě